# パプリカ (小説)
『パプリカ』は、1993年に出版された筒井康隆のSF小説。初出は『マリ・クレール』誌上にて、第一部1991年1月号 - 1992年3月号、第二部1992年8月号 - 1993年6月号。
1995年に萩原玲二によって漫画化された（雑誌休刊により休載、2003年に加筆修正し発表）。2006年にアニメ映画化され、翌2007年には坂井恵理によって漫画化されている。

## ストーリー
夢のモニタリングや、実際に夢に介入することによって精神疾患を治療するPT（サイコセラピー）技術が発達している近未来。
精神医学研究所に勤める千葉敦子（ちば あつこ）はノーベル賞最有力と言われる程のPT治療の第一人者だったが、一方で他人の夢に潜入して精神病を治療する夢探偵パプリカという裏の顔があった。
研究所内のポストをめぐって不穏な空気が立ちこめる中、彼女は同じく研究所に勤めるPT機器開発の第一人者時田浩作（ときた こうさく）によって開発された、最新のPT機器「DCミニ」が盗まれたことを知る。必死の探索の末に盗難の犯人たちを突き止めた敦子は、何とか彼らからDCミニを奪い返そうとする。

## アニメ映画
2006年公開。監督今敏。原作者筒井康隆も声優として出演している。

## 漫画化作品

### 萩原玲二版
講談社『ミスターマガジン』連載、原作（小説版）を基盤にしている。
- 講談社ミスターマガジンKC（全2巻）
  1. 1995年6月発行 ISBN 4-06-328093-4
  2. 1996年1月発行 ISBN 4-06-328113-2
- 英知出版トラウママンガブックス（全1巻）、2003年9月発行、ISBN 4-7542-3220-8
- 英知出版（全1巻）、2007年1月発行、ISBN 978-4-7542-3228-3

### 坂井恵理版
講談社『月刊少年シリウス』2007年5月号から同年7月号まで連載。映画版の続編（Ifの物語）として描かれている。
- 講談社シリウスコミックス『パプリカ〜The dream-child〜』（全1巻）、2007年6月発行、ISBN 978-4-06-373077-7